# Agencia de Transporte de la Casa Blanca
La Agencia de Transporte de la Casa Blanca (The White House Transportation Agency) - WTHA por sus siglas en inglés, es la agencia encarcada de proveer los vehículos de motor a la Casa Blanca y es dirigida por la Oficina Militar de la Casa Blanca (the White House Military Office). Esto incluye el transporte en tierra del Presidente de los Estados Unidos y su familia las 24 horas y los 7 días de la semana, el transporte del personal de la Casa Blanca, Visitantes oficiales incluyendo a los de la Familia Presidencial y otros miembros autorizados.
Los miembros de la WHTA están habilitados para cualquier tipo de tarea relacionada con el transporte como manejar vehículos blindados, tener el Air Force One preparado para despegar en cualquier momento y manejar en la caravana presidencia. Todo el personal de esta agencia son suboficiales del Ejército de los Estados Unidos.